# Sarplaninic
Sarplaninac ( FCI # 41, Jugoslovenski Ovcarski Pas - Balkanski Ovcar - Sarplaninac) er en hunderace af gruppen molosser og stammer fra Sar Planina(Sar bjerget) der ligger på grænsen mellem Nordmakedonien og Kosovo
Sarplaninac er en hyrdehund der færdes bedst udendørs og på store arealer. Hunderacen er i dag blandt den mest populære hunderace på Balkan, og bruges stadig hyppigt som hyrdehund i området.

## Raceforbud
Racen er forbudt at besidde og avle i Danmark. Ydermere er det forbudt at avle krydsninger, hvori racen indgår.
Den 1. juli 2010 blev den nuværende hundelov vedtaget i det danske Folketing, hvor racen sarplaninic blev inkluderet i listen over forbudte hunde, der således blev ulovliggjort. Dog eksisterer der en såkaldt overgangsordning for hundeejere, som allerede på tidspunktet for vedtagelse af hundeforbuddet var i besiddelse af hunderacen sarplaninac eller en af de andre racer på listen.

## Udstillingsforbud
Justitsministeriet har meddelt Dansk Kennelklub (DKK), at det ikke er tilladt at udstille forbudte hunderacer uden mundkurv. DKK har derpå valgt, at sarplaninic ikke kan udstilles.